# Katharina Sutter
Katharina Sutter (ur. 27 lipca 1968 w Bülach) – szwajcarska bobsleistka, trzykrotna medalistka mistrzostw świata.

## Kariera
Największy sukces w karierze osiągnęła w 2001 roku, kiedy wspólnie z Françoise Burdet zdobyła złoty medal w dwójkach na mistrzostwach świata w Calgary. W tym samym składzie reprezentantki Szwajcarii zdobyły też srebrny medal podczas mistrzostw świata w Winterbergu. W 2002 roku wystartowała na igrzyskach olimpijskich w Salt Lake City, gdzie w parze z Burdet była czwarta w dwójkach. Walkę o podium przegrały tam z Niemkami: Susi Erdmann i Nicole Herschmann. Ostatnie trofeum zdobyła na mistrzostwach świata w Sankt Moritz w 2007 roku, gdzie w konkurencji mieszanej była trzecia.